# CUDA
CUDA (съкр. от английски: Compute Unified Device Architecture) е патентована платформа за паралелни изчисления и приложно-програмен интерфейс (API), позволяваща на софтуера да използва определен тип графични процесори за ускоряване на изчислителната мощ от общ характер. Създадена е от Nvidia през 2006 г.
CUDA е софтуерен слой, предоставящ пряк достъп до виртуалния набор от инструкции на графичния процесор за изпълнение на паралелни изчисления. Освен драйвери платформата включва и компилатори, библиотеки и инструменти за разработка, които да улесняват програмирането на приложения. CUDA е проектирана така, че да работи с езици за програмиране като C, C++, Fortran и Python. Тази достъпност улеснява програмистите, когато имат нужда от ресурсите на графичния процесор, за разлика от технологии като Direct3D и OpenGL, които изискват по-дълбоко познаване.
За разлика от OpenCL, графичните процесори с поддръжка на CUDA се предлагат само от Nvidia, тъй като платформата е патентована.